# Thymoites crassipes
Thymoites crassipes es una especie de araña araneomorfa del género Thymoites, familia Theridiidae. Fue descrita científicamente por Keyserling en 1884.
Habita en Perú.